# Чуковская, Лидия Корнеевна
Ли́дия Корне́евна Чуко́вская (урождённая Ли́дия Никола́евна Корнейчуко́ва; 11 (24) марта 1907, Санкт-Петербург — 7 февраля, по другим сведениям, 8 февраля 1996, Москва) — русский прозаик и поэт, мемуарист, критик, редактор, диссидент.

## Биография
Родилась в семье критика, позже детского писателя Корнея Ивановича Чуковского и Марии Борисовны Гольдфельд. В 1912—1917 годах семья жила в Куоккале, дачном  посёлке в Финляндии, а ныне посёлок Репино в составе Курортного района Санкт-Петербурга в России. Гостями в их доме бывали Репин, Шаляпин, Маяковский, Николай Евреинов, Леонид Андреев, Владимир Короленко.
После Февральской революции семья вернулась в Петроград. Чуковская училась в частной женской гимназии Таганцевой, затем в 15-й единой трудовой школе (бывшее мужское Тенишевское училище). В 1924 году поступила на словесное отделение государственных курсов при Институте истории искусств и одновременно — на курсы стенографии. Благодаря тому, что её отец занимал важные посты в области культуры, виделась с Блоком, Гумилёвым, Ахматовой, Мандельштамом, Ходасевичем, Тыняновым, Горьким и «серапионовыми братьями».
Арестована по обвинению в составлении антисоветской листовки 27 июля 1926 года. По воспоминаниям Чуковской, ей «вменялось в вину составление одной антисоветской листовки. Повод заподозрить себя я подала, хотя на самом деле никакого касательства к этой листовке не имела» (фактически листовка была перепечатана подругой Чуковской, которая без ведома Лидии Корнеевны воспользовалась пишущей машинкой её отца). Чуковская была сослана в Саратов, где благодаря хлопотам отца провела только одиннадцать месяцев из тридцати шести. Во время ссылки Чуковская, по собственным воспоминаниям, заняла принципиальную позицию в конфликте с властями: отказалась от публичного покаяния, держалась вместе с политическими ссыльными.
В 1928 году стала редактором в Ленинградском отделе Детиздата, которое возглавлял Самуил Маршак. В 1937 году редакция была разгромлена и прекратила своё существование. Некоторые сотрудники, в том числе Чуковская, были уволены, другие (как, например, Тамара Габбе) — арестованы.
В 1929 году вышла замуж за историка литературы Цезаря Самойловича Вольпе, в 1931 году родила дочь Елену. В 1933 году рассталась с Вольпе (он погиб в 1941 году при эвакуации из осаждённого Ленинграда по «Дороге жизни») и через некоторое время после этого вышла замуж за физика-теоретика и популяризатора науки Матвея Петровича Бронштейна. Он был арестован 6 августа 1937 года и расстрелян 18 февраля 1938 года на территории расстрельного полигона Левашовская пустошь (по объявленному семье приговору — «десять лет без права переписки». Корней Чуковский, посвятивший много времени выяснению судьбы зятя, узнал о его расстреле лишь в конце 1939 года). Чуковская избежала ареста, выехав на территорию Украины (хотя соответствующие документы были оформлены). Судьбе М. П. Бронштейна посвящена автобиографическая повесть Чуковской «Прочерк».
Начало Великой Отечественной войны застала в Москве после операции, затем была вместе с дочерью и племянником эвакуирована в Чистополь, оттуда переехала в Ташкент, где прожила до 1943 года. Затем вернулась в Москву, где в 1940—1950-е годы занималась редакционной работой.
В 1960-е годы выступала в поддержку Бродского, Солженицына, Синявского и Даниэля, Гинзбурга, Мустафы Джемилева и других. Написала множество открытых обличительных писем: Михаилу Шолохову в связи с его речью на XXIII съезде КПСС (1966), а также «Не казнь, но мысль. Но слово», «Гнев народа», «Прорыв немоты».

9 января 1974 года Чуковская была исключена из Союза писателей (это решение было отменено в феврале 1989 года), на её публикации в СССР был наложен полный запрет (до 1987 года). Этим событиям посвящена книга Лидии Чуковской «Процесс исключения. Очерк литературных нравов». 

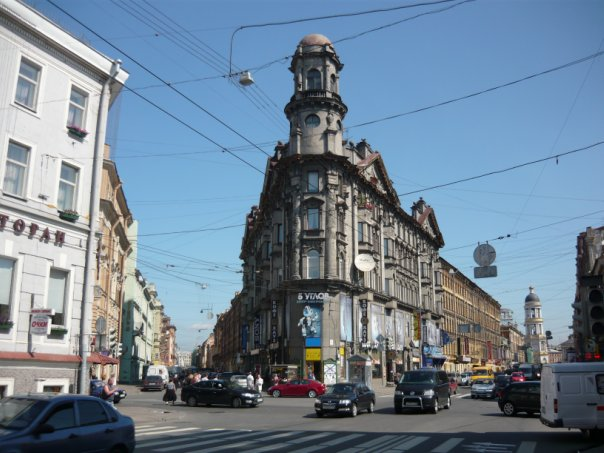
Дом на перекрёстке Пяти углов, где жили Л. К. Чуковская и М. П. Бронштейн

Скончалась у себя дома при невыясненных обстоятельствах в ночь с 7 на 8 февраля 1996 года (при этом время смерти варьирует с интервалом в почти 5 часов). Похоронена на Переделкинском кладбище.

### Семья
- Первый муж (1929—1933) — литературовед и историк литературы Цезарь Самойлович Вольпе (1904—1941).
  - Дочь — литературовед, химик Елена Цезаревна Чуковская (1931—2015). После смерти матери стала хранительницей наследия Корнея Чуковского (в том числе его дома-музея в Переделкине), издала 15-томное собрание сочинений, написала сценарий для снятого в 1982 году к столетию писателя фильма «Огневой вы человек!»[12].
- Второй муж (1934—1937) — физик и популяризатор науки Матвей Петрович Бронштейн (1906—1938).

## Творчество
Наиболее значимыми произведениями Чуковской принято считать повести «Софья Петровна» (1939—1940, опубликована за рубежом в 1965 году под названием «Опустелый дом», в СССР — в 1988 году) и «Спуск под воду» (опубликована за рубежом в 1972 году), а также мемуары «Записки об Анне Ахматовой».
Первая повесть рассказывает о судьбе простой женщины, не способной понять природу окружающего её террора, которая после ареста сына постепенно сходит с ума. Вторая повесть носит отчасти автобиографический характер и описывает конформистское поведение советских писателей в феврале 1949 года в разгар борьбы с космополитизмом. Мемуары являются расшифровкой бесед с Ахматовой, которые Чуковская вела на протяжении многих лет, с 1938 года; в 1965 году по просьбе Ахматовой занималась составлением последнего при жизни поэтессы сборника её стихов.
Она также является автором книг «История одного восстания» (1940), «Н. Н. Миклухо-Маклай» (1948, 1950, 1952, 1954), «Декабристы, исследователи Сибири» (1951), «Борис Житков» (1955), «В лаборатории редактора» (1960), «Памяти детства. Воспоминания о Корнее Чуковском» (1989).
Кроме того, под псевдонимом Алексей Углов Чуковская опубликовала книги для детей «Ленинград — Одесса» (1928), «Повесть о Тарасе Шевченко» (1930), «На Волге» (1931). Стихи Чуковской, которые она писала всю жизнь, собраны в книге «По эту сторону смерти» (1978).

## Факты
В 1938 году Лидия Чуковская случайно оставила в редакции журнала «Октябрь» перечень написанных в 1919—1923 годах стихотворений Владимира Маяковского (озаглавленный «Ранние стихи»), однако заведующий отделом поэзии решил, что этот список — собственные стихи Чуковской и отослал их ей обратно с письмом, в котором было указано: «Уважаемый товарищ, по распоряжению зав. отд. поэзии возвращаем ваши стихи „Ранние стихи“, не принятые к напечатанию в н/журнале». По этому поводу Корней Чуковский отправил письмо в журнал «Крокодил».

## Признание

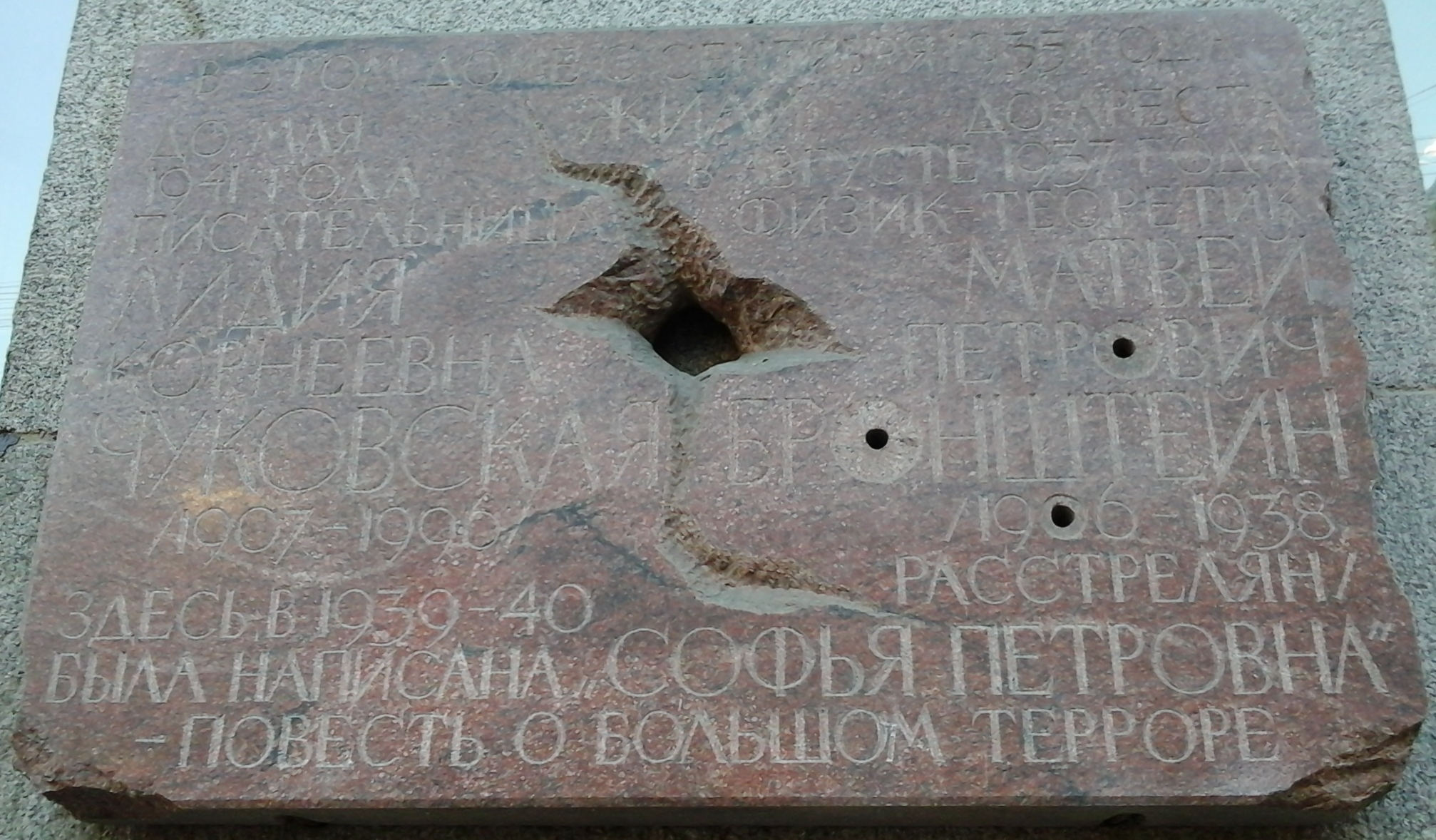
Мемориальная доска М. П. Бронштейну и Л. К. Чуковской на доме № 11, Загородный проспект (со стороны ул. Рубинштейна). Архитектор В. Б. Бухаев. Гранит. Установлена в марте 1997 года.

- 1980 — «Премия свободы» (Французская академия).
- 1986 — избрание в Баварскую Академию наук.
- 1990 — премия им. А. Д. Сахарова «За гражданское мужество писателя» (ассоциация писателей «Апрель», по рекомендации Е. Г. Боннэр).
- 1994 — Государственная премия Российской Федерации.

## Экранизации и постановки
- 1989 — «Софья Петровна», режиссёр Аркадий Сиренко, заглавная роль Анна Каменкова.
- 1992 — «Рукопись», режиссёр Александр Муратов, совместная советско-французская экранизация повести «Спуск под воду».
- 2000 — «Софья Петровна», Новосибирский театр «Глобус», режиссёр-постановщик Вениамин Фильштинский.
- 2011 — «Софья Петровна», Саратовский академический театр драмы, режиссёр-постановщик Марина Глуховская, художник-постановщик Юрий Наместников[16].

### Документальные фильмы
- Документальный фильм о Лидии Корнеевне из цикла передач «Острова» (рус.) на YouTube